# Список живых выступлений Babymetal
Babymetal („Бэбимэ́тал“) — японская вокально-танцевальная каваии-метал группа. Группа Babymetal отправилась в пять хэдлайн туров, а также выступила на различных разовых шоу, церемониях награждения и телешоу. Babymetal возникла как подразделение японской идол-группы Sakura Gakuin в 2010 году и продвигала свои первые синглы в составе группы на различных концертах в Японии. Первые три года группа выступала в составе основной группы jūon-bu (клуб тяжёлой музыки).
Многие выступления, называемые Metal Resistance, связаны между собой в рамках истории группы. В 2012 и 2013 годах группа выступила в серии шоу, сопровождающих выпуск синглов на своих крупных лейблах „Ijime, Dame, Zettai“ и „Megitsune“. После выпуска дебютного альбома Babymetal в 2014 году, а также огромного успеха их музыкальных клипов, особенно песни „Gimme Chocolate !!“, группа начала свой первый хэдлайнерский тур Babymetal World Tour 2014, который начался в апреле 2014 г. и завершился в декабре 2014 г. выступлениями в Европе, Северной Америке и Японии. В следующем году группа провела ещё одно разовое шоу в Сайтаме, Япония, и отправилась в свой второй мировой тур, Babymetal World Tour 2015, совпавший с переизданием альбома Babymetal (2014) на международном уровне.
Для продвижения второго студийного альбом группы Metal Resistance (2016), Babymetal отправились в World Tour 2016: Legend Metal Resistance, который начался с выступления на Уэмбли Арена в апреле 2016 года и завершился двумя концертами в Токио Доум в сентябре 2016 года. Критики высоко оценили вокальное исполнение, а также инструментальное исполнение группы Kami Band. После завершения шоу группа гастролировала по США, выступая на разогреве у групп Red Hot Chili Peppers, Metallica, Guns N’ Roses, Korn и Stone Sour с декабря 2016 года по июнь 2017 года. После этого группа вернулась в Японию и отыграла серию концертов в рамках тура The Five Fox Festival в Японии, а завершила год парой хедлайнерских концертов в Хиросиме в честь двадцатилетия Судзуки Накамото. Юи Мизуно не выступала в этом шоу, и, когда Babymetal отправились в свой World Tour 2018 в мае 2018 года, она в конце концов официально покинула группу.

## Концертные туры
| 2014 | Babymetal World Tour 2014                                  | 23 июня 2014 — 20 декабря 2014 (мир)    | 17 |
| Babymetal World Tour 2014, дебютный тур группы в качестве хэдлайнеров, продвигал дебютный альбом группы Babymetal (2014) и представляет собой второй эпизод в истории Metal Resistance. Тур проходил по Европе, Северной Америке и Японии. Группа неоднократно появлялась на музыкальных фестивалях, а также устраивались концерты, посвящённые дням рождения трёх участниц. Группа также выступила на разогреве в турне Леди Гаги ArtRave: The Artpop Ball в США. В августе 2014 года группа расширила тур, включив в него дополнительные концерты в США и Великобритании. |                                                            |                                         |    |
| 2015 | Babymetal World Tour 2015                                  | 23 апреля 2015 — 13 декабря 2015 (мир)  | 35 |
| Babymetal World Tour 2015, второе мировое турне Babymetal, проходило в связи с международным переизданием альбома Babymetal и представляет собой третий эпизод Metal Resistance. По словам SU-METAL, у них было мало времени на подготовку к туру, и его целью было „проложить новый путь“, как описывалось в тексте недавно выпущенной песни „Road of Resistance“. В июне 2015 года группа расширила тур, назначив новые даты проведения в Японии. |                                                            |                                         |    |
| 2016 | Babymetal World Tour 2016: Legend Metal Resistance         | 2 апреля 2016 — 20 сентября 2016 (мир)  | 35 |
| Babymetal World Tour 2016: Legend Metal Resistance, третий мировой тур Babymetal, продвигал второй альбом группы Metal Resistance (2016) и представлял собой четвёртый эпизод Metal Resistance. На следующий день после всемирного релиза альбома, тур завершился двумя концертами в Токио Доум. Целью тура было развитие группы перед возвращением в Японию и развитие песен из нового альбома. Критики высоко оценили турне за энергию и вокальные данные трёх участниц, а также за инструментальное мастерство сопровождающей группы Kami Band. |                                                            |                                         |    |
| 2017 | Babymetal US Tour 2017                                     | 16 июня 2017 — 25 июня 2017 (США)       | 7  |
| После выступления „на разогреве“ у групп Red Hot Chili Peppers, Metallica и Guns N 'Roses, Babymetal выступили хедлайнером в Лос-Анджелесе, Калифорния, 16 июня 2017 года со специальным гостем Hellyeah, в рамках турне группы по США. В частности, выступление включало премьеру международного эксклюзивного трека „From Dusk Till Dawn“, и только лишь валовые продажи которого составили 170200 долларов. После этого группа гастролировала по Соединённым Штатам на разогреве в турне The Serenity of Summer групп Korn и Stone Sour, которое началось в Альбукерке, штат Нью-Мексико, 18 июня 2017 года, и закончилось в Нампе, штат Айдахо, 25 июня 2017 года. |                                                            |                                         |    |
| 2017 | The Five Fox Festival in Japan и Big Fox Festival in Japan | 18 июля 2017 — 15 октября 2017 (Япония) | 15 |
| The Five Fox Festival в Японии был хэдлайнерским туром с концертами только в Японии и представлял пятый эпизод Metal Resistance. Владельцы билетов должны были соблюдать дресс-код и соблюдать возрастные или гендерные ограничения, чтобы попасть на место проведения, что вызывало споры среди иностранных болельщиков, которые выиграли билеты в случайную лотерею.В мае 2017 года группа продлила тур ещё одним этапом, названным Big Fox Festival в Японии, в ответ на распродажу билетов. |                                                            |                                         |    |
| 2018 | Babymetal World Tour 2018                                  | 8 мая 2018 — 9 декабря 2018 (мир)       | 22 |
| Babymetal World Tour 2018, четвёртое мировое турне Babymetal, началось в мае 2018 года и должно было закончиться в октябре 2018 года с окончательными датами тура в Японии. Тур представляет собой седьмой эпизод Metal Resistance, а тизер, опубликованный в Интернете, предлагает идею „семи металлических духов“, которые каким-то образом будут появляться на протяжении всего тура. Группа выпустила сингл „Distortion“ как сюрприз перед тем, как отправиться в тур, и исполнили несколько новых песен, в том числе „In the Name Of“, „Elevator Girl“ и „Kagerou“. Выступление группы на Rock on the Range 20 мая 2018 года транслировалось онлайн через LiveXLive в тот же день. Yuimetal не выступала с группой в туре, и полностью покинул группу в октябре 2018 года. Позже группа расширила тур, проведя концерты в Австралии в декабре. |                                                            |                                         |    |
| 2019-2020 | Metal Galaxy World Tour                                    | 4 сентября 2019 — 24 июня 2020 (мир)    | 60 |
| 10 мая 2019 года Babymetal анонсировали серию концертов в США в связи с выпуском сингла группы „Elevator Girl“. Тур включал выступление хэдлайнером на арене The Forum в Лос-Анджелесе, а также выступление на фестивале Aftershock в Сакраменто. Позже группа объявила даты турне по Европе и Японии, а также название тура. Выступление на форуме 11 октября 2019 года совпало с выходом третьего альбома группы Metal Galaxy (2019). Были добавлены новые даты турне в Азии и Европе, в результате чего тур был продлён до 24 июня 2020 года в Испании. |                                                            |                                         |    |

## Рекламные концерты
| 2013 | Babymetal Death Match Tour 2013: May Revolution | May 10, 2013 — May 18, 2013 (Japan) | 4 |
| Чтобы способствовать выпуску сингла „Megitsune“, в мае 2013 года группа отправилась в тур Babymetal Death Match Revolution в мае 2013 года. Тур был описан как „учебный тур“ в сопровождении оркестра, который играл всю музыку. Группа дала концерты 10, 17 и 18 мая 2013 года. 1 апреля 2013 года был опубликован трейлер тура, в котором он был описан как легендарная битва Metal Resistance под руководством Мастеров Металла. |                                                 |                                     |   |

## Хедлайнерские шоу
Шоу, которые проходили во время гастролей, не указаны.
| 2012 | Legend «Corset Festival»                                                  | 21 июля 2012 (Токио)                               | 1  |
| Legend «Corset Festival» — первое выступление Babymetal в качестве хэдлайнеров, способствовало выпуску сингла группы «Headbangeeeeerrrrr!!!!!». Шоу проходило в Rock May Kan, и посетители были обязаны носить шейные корсеты, которые поставлялись вместе с ограниченным тиражом сингла.Кадры с шоу были размещены на «Z» ограниченном выпуске «Ijime, Dame, Zettai». |                                                                           |                                                    |    |
| 2012-2013 | Legend «I», Legend «D», and Legend «Z»                                    | 6 октября 2012 — 1 февраля 2013 (Япония)           | 4  |
| Legend «I», Legend «D» Su-metal Seitansai и Legend «Z», серия из четырёх хедлайнерских шоу Babymetal (Legend «I» дважды исполнялась в первом месте проведения), способствовал выпуску сингла группы «Ijime, Dame, Zettai». Позже серия шоу стала доступна в видео-релизе Live: Legend I, D, Z Apocalypse(2013). |                                                                           |                                                    |    |
| 2013 | Legend «1999» and Legend «1997»                                           | 30 июня 2013 — 21 декабря 2013 (Япония)            | 2  |
| Legend «1999» Yuimetal & Moametal Seitansai и Legend «1997» Su-metal Seitansai были парой хедлайнерских шоу, посвящённых дням рождения Yuimetal, Moametal и Su-metal соответственно. Шоу были выпущены как Live: Legend 1999 & 1997 Apocalypse (2014). Музыкальный клип на «Gimme Chocolate !!» был снят на последнем шоу и набрал более 100 миллионов просмотров. |                                                                           |                                                    |    |
| 2013 | Legend «Fox Festival»                                                     | 14 июля 2013 (Токио, Япония)                       | 1  |
| Legend «Fox Festival» способствовала выпуску сингла группы «Megitsune». Шоу проходило в Rock May Kan, в том же месте, что и Legend «Corset Festival», и участники должны были носить лисьи маски, которые раздавали до шоу. Билеты выдавались только при покупке «Megitsune» и лотерее на месте проведения |                                                                           |                                                    |    |
| 2014 | Legend «Corset Festival Extra» и Legend «Doomsday»                        | 1 марта 2014 — 2 марта 2014 (Токио, Япония)        | 2  |
| Legend «Corset Festival Extra» Tenkaichi Metal Budokai и Legend «Doomsday» Shokan no Gi были парой хедлайнерских шоу, проходивших в Ниппон Будокан в марте 2014. Завершение второго шоу ознаменовало конец первого эпизода Metal Resistance. Позже шоу будут выпущены в видео формате Live at Budokan: Red Night & Black Night Apocalypse (2015). |                                                                           |                                                    |    |
| 2015 | Legend «2015» New Year Fox Festival                                       | 10 января 2015 (Саитама, Япония)                   | 1  |
| Legend «2015» New Year Fox Festival — специальное выступление Babymetal, проведённое на Saitama Super Arena, завершившееся анонсом Babymetal World Tour 2015. Кадры из шоу были выпущены как одно из трёх шоу из ограниченного видеоклипа Trilogy: Metal Resistance Episode III — Apocalypse (2016). |                                                                           |                                                    |    |
| 2017 | Legend «S» Baptism XX                                                     | 2 декабря 2017 — 3 декабря 2017 (Хиросима, Япония) | 2  |
| После завершения тура The Five Fox Festival в Японии, Babymetal анонсировали Legend «S» Baptism XX, пару хедлайнерских шоу в Хиросиме, Япония, которые ознаменовали двадцатилетие SU-Metal и отметили шестой эпизод Metal Resistance. Прежнее шоу было сделано эксклюзивно для членов фан-клуба группы «The One», и YUIMETAL отсутствовала на обоих выступлениях из-за болезни. Кадры с шоу были выпущены в рамках видео Legend S: Baptism XX (2018). Это также было последнее выступление вместе с Babymetal гитариста Kami Band Микио Фуджиока. Он умер 5 января 2018 года из-за травм, полученных 30 декабря в результате случайного падения, менее чем за неделю до этого. |                                                                           |                                                    |    |
| 2019 | Babymetal Awakens: The Sun Also Rises и Babymetal Arises: Beyond the Moon | 28 июня 2019 — 7 июля 2019 (Япония)                | 4  |
| 1 апреля 2019 года группа анонсировала третий альбом, который будет выпущен в течение года, вместе с серией хедлайнерских шоу, Babymetal Awakens: The Sun also Rises и Babymetal Arises: Beyond the Moon — Legend «M», в Иокогаме и Нагоя соответственно. Шоу были выпущены в 2020 году на Blu-ray Babymetal Awakens: The Sun also Rises и Babymetal Arises: Beyond the Moon — Legend M. |                                                                           |                                                    |    |
| 2020 | Legend – Metal Galaxy                                                     | 25 января 2020 — 26 января 2020 (Япония)           | 2  |
| Оба концерта 25 января (Day 1) и 26 января (Day 2) 2020 года были впервые анонсированы 30 сентября 2019 года в качестве дополнительного этапа мирового тура Metal Galaxy, следующего за выступлениями в ноябре 2019 года. Выступления имеют соответствующую тематику: первый день посвящён «миру света» и исполнению песен с первого диска альбома Metal Galaxy, а второй день посвящён «миру тьмы» и исполнению песен со второго диска. Концерты проходили во время мирового турне группы Metal Galaxy World Tour, и ни одна песня не повторяется между двумя концертами. Legend — Metal Galaxy был выпущен в нескольких версиях, включая DVD-издание, Blu-ray в стандартной и ограниченной версиях (последняя была вложена в футляр размером с LP), бокс-сет, содержащий Blu-ray и двухдисковый концертный альбом, который был выпущен эксклюзивно для членов фан-клуба «The One», и отдельные релизы концертных альбомов для каждого дня выступления. |                                                                           |                                                    |    |
| 2020 | 10 Babymetal Budokan                                                      | 10 января 2021 — 10 мая 2021 (Япония)              | 10 |
| 9 января 2021 группа анонсировала проведение 10 выступлений приуроченных к выпуску Blu-ray / DVD «10 Babymetal Years» и концертного альбома «10 Babymetal Budokan». В альбом «10 Babymetal Years» входят 10 лучших песен группы за последние 10 лет. Данные выступления ознаменовали самую большую финальную битву в истории Babymetal и заключительную главу Metal Resistanse. В связи с пандемией COVID-19, все участники были обязаны носить маски, которые продавались вместе с билетами, а также на входе у всех замеряли температуру тела. Позже, после выступлений, было объявлено, что группа прекращает свои живые выступления на неопределённый срок. |                                                                           |                                                    |    |
| 2020 | Babymetal Returns — The Othe One                                          | 28 января 2023 — 29 января 2023 (Япония)           | 2  |
| В октябре 2022 группа анонсировала проведение двух выступлений а Макухари Мессе 28 и 29 января 2023. Эти выступления прошли впервые за почти два года после выступлений в Будокане. Помимо старых песен, на концертах состоялось первое живое исполнение пяти новых треков с альбома The Other One: Light And Darkness, THE LEGEND, METAL KINGDOM, Divine Attack и Monochrome. Кадры из выступлений были использованы для создания музыкальных видео к синглам Light and Darkness и METAL KINGDOM. Релиз шоу на Blu-ray и DVD состоялся 14 июня 2023. |                                                                           |                                                    |    |
| 2024 | Babymetal World Tour 2023-2024 Legend-MM                                  | 2 марта 2024 — 3 марта 2024 (Япония)               | 2  |
| 2 и 3 марта 2024 года на Yokohama Arena состоялись два концерта под названием Legend — MM, посвященные дню рождения Momometal. Первый вечер был назван «20 Night», так как на тот момент ей было 20 лет, а второй — «21 Night», что совпало с её 21-м днем рождения. За два дня на мероприятии побывало около 30 000 человек. |                                                                           |                                                    |    |

## Выступления на фестивалях
Шоу, которые проходили во время гастролей, не указаны.
| Дата             | Название                                                                  | Страна         | Исполняемые песни | Примечания |
| ---------------- | ------------------------------------------------------------------------- | -------------- | --- | ---------- |
| 7 августа 2011   | United States of Odaiba 2011 (вместе с Sakura Gakuin)                     | Япония         | „Doki Doki ☆ Morning“ | [ 73 ]     |
| 28 августа 2011  | Tokyo Idol Festival 2011: Eco & Smile (вместе с Sakura Gakuin)            | Япония         | „Doki Doki ☆ Morning“, „Ijime, Dame, Zettai“ | [ 74 ]     |
| 12 октября 2011  | Tower Records Shinjuku 13th Birthday: No Music, No Idol?                  | Япония         | „Doki Doki ☆ Morning“, „Ijime, Dame, Zettai“ | [ 75 ]     |
| 9 января 2012    | Women’s Power 20th Anniversary                                            | Япония         | „Doki Doki ☆ Morning“, „Iine!“, „Ijime, Dame, Zettai“ | [ 76 ]     |
| 8 апреля 2012    | 2nd Idol Yokochō Festival!! Live Band Special                             | Япония         | „Doki Doki ☆ Morning“, „Iine!“, „Ijime, Dame, Zettai“ | [ 77 ]     |
| 23 июня 2012     | Pop’n Idol 02                                                             | Япония         | „Doki Doki ☆ Morning“, „Iine!“, „Ijime, Dame, Zettai“, „Headbangeeeeerrrrr!!!!!“                                                                                              | [ 78 ]     |
| 4 августа 2012   | Tokyo Idol Festival 2012 (вместе с Sakura Gakuin)                         | Япония         | „Doki Doki ☆ Morning“, „Iine!“, „Babymetal Death“ | [ 79 ]     |
| 19 августа 2012  | Summer Sonic 2012 Tokyo                                                   | Япония         | „Doki Doki ☆ Morning“, „Iine!“, „Headbangeeeeerrrrr!!!!!“, „Babymetal Death“                                                                                                  | [ 80 ]     |
| 23 октября 2012  | Anime Festival Asia 2012                                                  | Сингапур       | „Doki Doki ☆ Morning“, „Iine!“, „Uki Uki ★ Midnight“, „Headbangeeeeerrrrr!!!!!“, „Ijime, Dame, Zettai“                                                                        | [ 81 ]     |
| 26 мая 2013      | Tokyo Metropolitan Rock Festival 2013                                     | Япония         | „Doki Doki ☆ Morning“, „Iine!“, „Catch Me If You Can“, „Headbangeeeeerrrrr!!!!!“, „Ijime, Dame, Zettai“                                                                       | [ 82 ]     |
| 7 июля 2013      | Rock Beats Cancer Vol. 2                                                  | Япония         | „Headbangeeeeerrrrr!!!!!“, „Doki Doki ☆ Morning“, „Ijime, Dame, Zettai“ (вместе с JAM Project)                                                                                | [ 83 ]     |
| 15 июля, 2013    | Summer Camp 2013                                                          | Япония         | „Babymetal Death“, „Megitsune“, „Iine!“, „Catch Me If You Can“, „Headbangeeeeerrrrr!!!!!“, „Ijime, Dame, Zettai“                                                              | [ 84 ]     |
| 21 июля 2013     | Join Alive 2013                                                           | Япония         | „Megitsune“, „Iine!“, „Doki Doki ☆ Morning“, „Catch Me If You Can“, „Headbangeeeeerrrrr!!!!!“, „Ijime, Dame, Zettai“                                                          | [ 85 ]     |
| 4 августа 2013   | Rock in Japan Festival 2013                                               | Япония         | „Megitsune“, „Iine!“, „Catch Me If You Can“, „Doki Doki ☆ Morning“, „Headbangeeeeerrrrr!!!!!“, „Ijime, Dame, Zettai“                                                          | [ 86 ]     |
| 10 августа 2013  | Summer Sonic 2013 Tokyo                                                   | Япония         | „Babymetal Death“, „Megitsune“, „Catch Me If You Can“, „Doki Doki ☆ Morning“, „Iine!“, „Headbangeeeeerrrrr!!!!!“, „Ijime, Dame, Zettai“                                       | [ 87 ]     |
| 11 августа 2013  | Summer Sonic 2013 Osaka                                                   | Япония         | „Babymetal Death“, „Megitsune“, „Catch Me If You Can“, „Iine!“, „Headbangeeeeerrrrr!!!!!“, „Ijime, Dame, Zettai“                                                              | [ 88 ]     |
| 22 сентября 2013 | Inazuma Rock Fes 2013                                                     | Япония         | „Megitsune“, „Iine!“, „Catch Me If You Can“, „Doki Doki ☆ Morning“, „Headbangeeeeerrrrr!!!!!“, „Ijime, Dame, Zettai“                                                          | [ 89 ]     |
| 18 октября 2013  | Tower Records Shinjuku 15th Anniversary Thanksgiving Special: Night of 15 | Япония         | „Babymetal Death“, „Megitsune“, „Kimi to Anime Ga Mitai — Answer for Animation With You“, „Doki Doki ☆ Morning“, „Headbangeeeeerrrrr!!!!!“, „Ijime, Dame, Zettai“             | [ 90 ]     |
| 20 октября 2013  | Loud Park 2013                                                            | Япония         | „Babymetal Death“, „Kimi to Anime Ga Mitai — Answer for Animation With You“, „Catch Me If You Can“, „Megitsune“, „Akatsuki“, „Headbangeeeeerrrrr!!!!!“, „Ijime, Dame, Zettai“ | [ 91 ]     |
| 4 ноября 2013    | Japan Pop Culture Carnival 2013                                           | Япония         | „Touch“, „Yuzurenai Negai“, „Cat’s Eye“ (SU-METAL вместе с JAM Project) | [ 92 ]     |
| 30 ноября 2013   | SkullMania Vol. 8                                                         | Япония         | „Headbangeeeeerrrrr!!!!!“, „Uki Uki ★ Midnight“, „Iine!“, „Catch Me If You Can“, „Megitsune“, „Ijime, Dame, Zettai“                                                           | [ 93 ]     |
| 1 декабря 2013   | Act Against AIDS 2013                                                     | Япония         | „Megitsune“ | [ 94 ]     |
| 30 декабря 2013  | Countdown Japan 13/14                                                     | Япония         | „Gimme Chocolate!!“, „Doki Doki ☆ Morning“, „Iine!“, „Megitsune“, „Catch Me If You Can“, „Headbangeeeeerrrrr!!!!!“, „Ijime, Dame, Zettai“                                     | [ 95 ]     |
| 28 декабря 2015  | Countdown Japan 15/16                                                     | Япония         | „Babymetal Death“, „Doki Doki ☆ Morning“, „Gimme Chocolate!!“, „Catch Me If You Can“, „Karate“, „Ijime, Dame, Zettai“, „Megitsune“, „Road of Resistance“                      | [ 96 ]     |
| 24 июня 2017     | Pain in the Grass 2017                                                    | США            | „Babymetal Death“, „Yava!“, „Catch Me If You Can“, „Megitsune“, „Karate“, „Gimme Chocolate!!“                                                                                 | [ 97 ]     |
| 7-9 декабря 2018 | Good Things 2018                                                          | Австралия      | „Starlight“, „Karate“, „Gimme Chocolate!!“, „Yava!“ | [ 98 ]     |
| 30 июня 2019     | Glastonbury Festival 2019                                                 | Великобритания | „Megitsune“, „Elevator Girl“, „Shanti Shanti Shanti“, „Distortion“, „Pa Pa Ya!!“, „Gimme Chocolate!!“, „Karate“, „Road of Resistance“                                         | [ 99 ]     |

## Выступления на шоу Sakura Gakuin
| Дата                       | Название шоу                                                      | Страна | Исполняемые песни                                | Примечания |
| -------------------------- | ----------------------------------------------------------------- | ------ | ------------------------------------------------ | ---------- |
| 28 ноября 2010             | Sakura Gakuin Festival ☆ 2010                                     | Япония | «Doki Doki ☆ Morning»                            | [ 100 ]    |
| 14 декабря 2010            | Sakura Gakuin 1st Single Release Event                            | Япония | «Doki Doki ☆ Morning»                            | [ 101 ]    |
| 12 февраля 2011            | Happy Valentine: Hōkago Sakura no Shita ni Shūgō!!                | Япония | «Doki Doki ☆ Morning»                            | [ 102 ]    |
| 1 мая 2011                 | Sakura Gakuin 1st Album Release Event                             | Япония | «Doki Doki ☆ Morning»                            | [ 103 ]    |
| 23 июля 2011 24 июля, 2011 | Sakura Gakuin 2011 Nendo New: Departure                           | Япония | «Doki Doki ☆ Morning», «Ijime, Dame, Zettai»     | [ 104 ]    |
| 23 октября 2011            | Sakura Gakuin Festival ☆ 2011                                     | Япония | «Doki Doki ☆ Morning», «Ijime, Dame, Zettai»     | [ 105 ]    |
| 25 марта 2012              | Sakura Gakuin 2011 Nendo Graduation: Departure                    | Япония | «Iine!» (Vega mix ver.)                          | [ 106 ]    |
| 6 мая 2012                 | Sakura Gakuin 2012 Nendo Transfer Student Ceremony                | Япония | «Iine!», «Ijime, Dame, Zettai»                   | [ 107 ]    |
| 23 октября, 2012           | Sakura Gakuin Festival ☆ 2012                                     | Япония | «Headbangeeeeerrrrr!!!!!», «Ijime, Dame, Zettai» | [ 108 ]    |
| 32 марта 2013              | The Road to Graduation Final: Sakura Gakuin 2012 Nendo Graduation | Япония | «Headbangeeeeerrrrr!!!!!»                        | [ 109 ]    |

## Выступления на награждениях
| Дата         | Название шоу                        | Страна         | Исполняемые песни                                                        | Примечания |
| ------------ | ----------------------------------- | -------------- | ------------------------------------------------------------------------ | ---------- |
| 15 июня 2015 | Metal Hammer Golden Gods 2015       | Великобритания | «Road of Resistance», «Gimme Chocolate!!» (совместно с DragonForce)      | [ 110 ]    |
| 18 июля 2016 | 2016 Alternative Press Music Awards | Великобритания | «Karate», «Painkiller», «Breaking the Law» (совместно с Робом Хэлфордом) | [ 111 ]    |

## Выступления в телешоу и спецвыпусках
| Дата            | Название                                                       | Страна         | Исполняемые песни | Примечания |
| --------------- | -------------------------------------------------------------- | -------------- | --- | ---------- |
| 5 января 2013   | Happy Music                                                    | Япония         | «Ijime, Dame, Zettai» | [ 112 ]    |
| 6 января 2013   | Music Japan                                                    | Япония         | «Ijime, Dame, Zettai» | [ 113 ]    |
| 21 июня 2013    | Music Dragon                                                   | Япония         | «Megitsune» | [ 114 ]    |
| 15 июля 2013    | Music Japan Annex 2013 Summer                                  | Япония         | «Megitsune» | [ 115 ]    |
| 18 января 2014  | Live Expo 2014 All Live Nippon Vol. 2                          | Япония         | «Megitsune», «Doki Doki ☆ Morning», «Headbangeeeeerrrrr!!!!!», «Ijime, Dame, Zettai»                                                       | [ 116 ]    |
| 7 февраля 2014  | Music Station                                                  | Япония         | «Ijime, Dame, Zettai» | [ 117 ]    |
| 26 декабря 2014 | Music Station Super Live 2014                                  | Япония         | «Ijime, Dame, Zettai» | [ 118 ]    |
| 25 декабря 2015 | Music Station Super Live 2015                                  | Япония         | «Gimme Chocolate!!» | [ 119 ]    |
| 3 апреля 2016   | MJ presents Babymetal Kakumei: Shōjo-tachi wa Sekai to Tatakau | Япония         | «Road of Resistance», «Gimme Chocolate!!», «Awadama Fever», «Megitsune», «Karate», «Ijime, Dame, Zettai», «The One» (незавершённая версия) | [ 120 ]    |
| 5 апреля 2016   | The Late Show with Stephen Colbert                             | Великобритания | «Gimme Chocolate!!» | [ 121 ]    |
| 22 апреля 2016  | Music Station                                                  | Япония         | «Karate» | [ 122 ]    |

## Другие шоу
| Дата                    | Название                                                                  | Страна   | Исполняемые песни | Примечания |
| ----------------------- | ------------------------------------------------------------------------- | -------- | --- | ---------- |
| 6 апреля 2012           | Babymetal × Kiba of Akiba Release Event                                   | Япония   | «Ijime, Dame, Zettai», «Iine!», «Doki Doki ☆ Morning», «Kimi to Anime Ga Mitai — Answer for Animation With You» | [ 123 ]    |
| 7 июля 2012 8 июля 2012 | Headbang Pilgrimage!!                                                     | Япония   | «Doki Doki ☆ Morning», «Iine!», «Kimi to Anime Ga Mitai — Answer for Animation With You», «Ijime, Dame, Zettai», «Headbangeeeeerrrrr!!!!!» | [ 124 ]    |
| 14 июля 2012            | Uki Uki ☆ Afternoon                                                       | Япония   | «Headbangeeeeerrrrr!!!!!», «Iine!» | [ 125 ]    |
| 20 августа 2012         | Sug Live Battle 2012 «Live! Tower Records Day» (вместе с Sug и Tamurapan) | Япония   | «Doki Doki ☆ Morning», «Kimi to Anime Ga Mitai — Answer for Animation With You», «Iine!», «Ijime, Dame, Zettai», «Headbangeeeeerrrrr!!!!!» | [ 126 ]    |
| 25 декабря 2012         | Children’s Winter Break Safety Christmas Campaign                         | Япония   | «Ijime, Dame, Zettai» | [ 127 ]    |
| 7 января 2013           | One Song! Explosive Live                                                  | Япония   | «Onedari Daisakusen», «Ijime, Dame, Zettai» | [ 128 ]    |
| 14 января 2013          | Live Release Event! «Ijime, Dame, Zettai» in Osaka                        | Япония   | «Doki Doki ☆ Morning», «Iine!», «Kimi to Anime Ga Mitai — Answer for Animation With You», «Uki Uki ★ Midnight», «Headbangeeeeerrrrr!!!!!», «Ijime, Dame, Zettai» | [ 129 ]    |
| 22 июня 2013            | Megitsune Release Event: Mini-Live                                        | Япония   | «Megitsune», «Iine!», «Ijime, Dame, Zettai» | [ 130 ]    |
| 23 июня 2013            | Megitsune Release Event: Free Live                                        | Япония   | «Megitsune», «Ijime, Dame, Zettai», «Catch Me If You Can» | [ 131 ]    |
| 28 декабря 2013         | Live in Singapore                                                         | Мингапур | «Babymetal Death», «Kimi to Anime Ga Mitai — Answer for Animation With You», «Iine!», «Onedari Daisakusen», «Gimme Chocolate!!», «Uki Uki ★ Midnight», «Akatsuki», «Catch Me If You Can», «Headbangeeeeerrrrr!!!!!», «Doki Doki ☆ Morning», «Megitsune», «Ijime, Dame, Zettai» | [ 132 ]    |
| 24 января 2014          | Kinniku Shōjo Tai × Babymetal (вместе с Kinniku Shōjo Tai)                | Япония   | «Babymetal Death», «Megitsune», «Gimme Chocolate!!», «Akatsuki», «Onedari Daisakusen», «Catch Me If You Can», «Ijime, Dame, Zettai», «Headbangeeeeerrrrr!!!!!» | [ 133 ]    |
| 2 февраля 2014          | Babymetal × Chthonic (вместе с Chthonic)                                  | Тайвань  | «Babymetal Death», «Doki Doki ☆ Morning», «Iine!», «Gimme Chocolate!!», «Onedari Daisakusen», «Akatsuki», «Catch Me If You Can», «Ijime, Dame, Zettai», «Headbangeeeeerrrrr!!!!!», «Megitsune» (вместе с Chthonic)                                                             | [ 134 ]    |